# Guillaume de Messines
Guillaume Ier de Jérusalem, prélat originaire de Messines (aujourd'hui, dans la province de Flandre Occidentale, en Belgique) fut prieur du Saint-Sépulcre, puis patriarche latin de Jérusalem de 1130 à 1145. Il est mort le 27 septembre 1145 en Palestine.
Au moment de son élection, Guillaume passe auprès des ecclésiastiques croisés pour un clerc chrétien de bonne vie et sa montée sur le siège patriarcal profite au roi Baudouin II de Jérusalem, car il adopte une politique de bonne entente avec la monarchie, à l'inverse de son prédécesseur.
À la fin de l'année 1132 ou au début de 1133, il prend l'initiative de faire construire une solide forteresse à Chastel Arnaud afin de sécuriser la route des pèlerins entre Jaffa et Jérusalem. Ce dispositif permet aussi de protéger l'arrière-pays hiérosolomytain et d'assurer un ravitaillement plus régulier vers la Ville Sainte, le patriarche Guillaume influant ainsi sur le cours des denrées alimentaires.
En 1137, il répond à l'appel du roi Foulques, assiégé dans une forteresse du Comté de Tripoli par le seigneur turc Zengi. Guillaume part avec une armée de secours, muni de la Vraie Croix, mais quand il approche du lieu, le roi de Jérusalem est déjà parvenu à un accord avec l'ennemi.
Guillaume est l'oncle d'Ernesius, qui devient son chancelier avant d'être élu archevêque de Césarée.